# Unió Europea Occidental
|  | No s'ha de confondre amb Unió Europea. |

La Unió Europea Occidental o UEO fou una organització de defensa i seguretat de l'àmbit europeu formada pels estats membres de la Unió Europea i els membres europeus de l'Organització del Tractat de l'Atlàntic Nord (OTAN).

## Participació
La Unió Europea Occidental comptava amb deu països membres, sis països membres associats, cinc països observadors i set països associats. El 14 de juny de 2001, el secretari general de la UEO, Sr. Solana, va declarar que no hi havia cap raó previsible per canviar l'estatut dels països no membres de l'organització.

### Membres
Tots els països membres de la UEO eren també membres de l'OTAN i de la Unió Europea. Aquestes són les úniques nacions que tenien ple dret a vot.

Participació de la UEO a partir del 2011:

- Bèlgica
- França
- Alemanya
- Grècia (1995)
- Itàlia
- Luxemburg
- Països Baixos
- Portugal (27 de març de 1990)
- Espanya (27 de març de 1990)
- Regne Unit

- Membres
- Membres associats
- Observadors
- Socis associats

### Observadors
Roma, 1992: Els països observadors eren membres de la Unió Europea, però no de l'OTAN.¹
- Àustria (1995)
- Dinamarca¹
- Finlàndia (1995)
- Irlanda
- Suècia (1995)

¹ Dinamarca és una excepció, ja que és membre de tots dos. Té una clàusula d'exempció del Tractat de Maastricht (1992), de manera que no participa en la PCSD de la Unió Europea.

### Membres associats
Roma, 1992: Es va crear la condició de membre associat per incloure als països europeus que eren membres de l'OTAN però no de la Unió Europea. Els membres associats Polònia, la República Txeca i Hongria es van incorporar a la UE el 2004.
- Txèquia (1999)
- Hongria (1999)
- Islàndia
- Noruega
- Polònia (1999)
- Turquia (1992)

### Socis associats
Kirchberg, 1994: Països que en aquell moment no formaven part ni de l'OTAN ni de la UE. Totes les nacions es van incorporar tant a l'OTAN com a la UE el 2007.
- Bulgària
- Estònia
- Letònia
- Lituània
- Romania
- Eslovàquia
- Eslovènia (1996)

## Missions
La UEO va desplegar les següents missions, principalment en els Balcans:
- 1987-1988: Operació Cleansweep: Operació d'escombrat de mines a l'Estret d'Ormuz
- Juny de 1993 – octubre de 1996: Operació Sharp Guard: Operació naval conjunta amb l'OTAN al mar Adriàtica
- Juny de 1993 – octubre de 1996: Operació policial i duanera amb l'Organització per a la Seguretat i la Cooperació a Europa (OSCE) al Danubi
- Juliol de 1994 – octubre de 1996: Contingent policial a Mostar (Bòsnia i Hercegovina)
- Maig de 1997 – maig de 2001: Element Multinacional d'Assessorament Policial (MAPE) a Albània
- Maig de 1999 – novembre de 2001: Missió d'Assistència al Desminat (WEUDAM) a Croàcia
- Novembre de 1998 – juliol de 1999: Missió de vigilància general de la seguretat a Kosovo